# Rhizoctonia ferruginea
Rhizoctonia ferruginea är en svampart som beskrevs av Matz 1921. Rhizoctonia ferruginea ingår i släktet Rhizoctonia och familjen Ceratobasidiaceae.   Inga underarter finns listade i Catalogue of Life.